# Saint-Igest
Saint-Igest è un comune francese di 182 abitanti situato nel dipartimento dell'Aveyron nella regione dell'Occitania.

## Società

### Evoluzione demografica
Abitanti censiti